# Abendstraße 16 (Magdeburg)

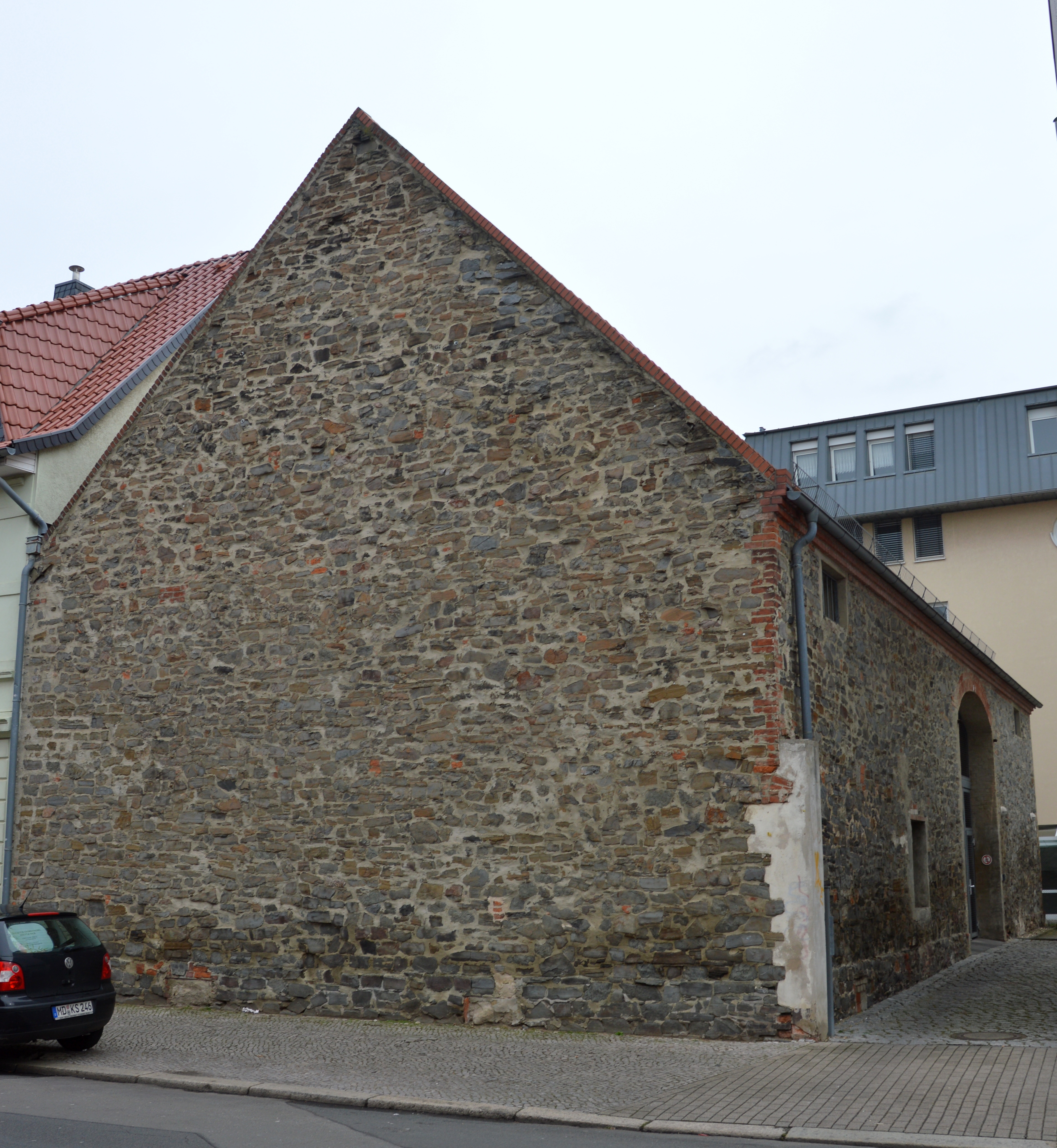
Scheune Abendstraße 16

Das Gebäude Abendstraße 16 ist eine denkmalgeschützte Scheune in Magdeburg in Sachsen-Anhalt.

## Lage
Das Gebäude befindet sich auf der Ostseite der Abendstraße im Magdeburger Stadtteil Neue Neustadt, an der Nordostecke des Moritzplatzes.

## Architektur und Geschichte
Die Scheune wurde in der Mitte des 19. Jahrhunderts aus Bruchsteinen errichtet. Sie steht mit ihrer Giebelseite zur Straße und ist mit einem Satteldach bedeckt. Ursprünglich gehörte sie als Nebengebäude zu einem in der Ecklage Moritz-/Ecke Abendstraße befindlichen, jedoch nicht erhaltenem Gehöft.
Im örtlichen Denkmalverzeichnis ist die Scheune unter der Erfassungsnummer 094 70978 als Baudenkmal verzeichnet.
Die Scheune gilt als verbliebenes Zeugnis der ursprünglich auch landwirtschaftlichen Prägung der heute großstädtisch strukturierten Neuen Neustadt. Sie hat daher eine besondere stadt- und wirtschaftsgeschichtlichen Bedeutung.